# Großer Preis von Großbritannien
Als Großer Preis von Großbritannien findet seit 1950 jährlich ein Formel-1-Rennen in England statt. Neben dem Großen Preis von Italien ist dieser Grand Prix der einzige, der seit der Gründung der Formel 1 ohne Unterbrechung in jedem Jahr ausgetragen wurde.
Von 1950 bis 1954 war der Silverstone Circuit in Silverstone, England, der Veranstaltungsort. Von 1955 bis 1963 fanden die Rennen abwechselnd auf dem Aintree Circuit nahe Liverpool und dem Silverstone Circuit statt. Von 1964 bis 1986 wechselten sich der Rennkurs Brands Hatch in der Nähe von London und der Silverstone Circuit als Austragungsort ab. Seit 1987 wird der Große Preis von Großbritannien ausschließlich auf dem Silverstone Circuit ausgetragen.
Ursprünglich sollte ab 2010 der Große Preis von Großbritannien in Donington Park ausgetragen werden. Jedoch wurde der Vertrag aufgrund von finanziellen Schwierigkeiten bei den Streckenbetreibern von der FIA gekündigt. Am 7. Dezember 2009 schlossen die Betreiber des Silverstone Circuit mit Bernie Ecclestone einen Vertrag, der die Formel-1-Rennen bis 2026 in Silverstone vorsieht.

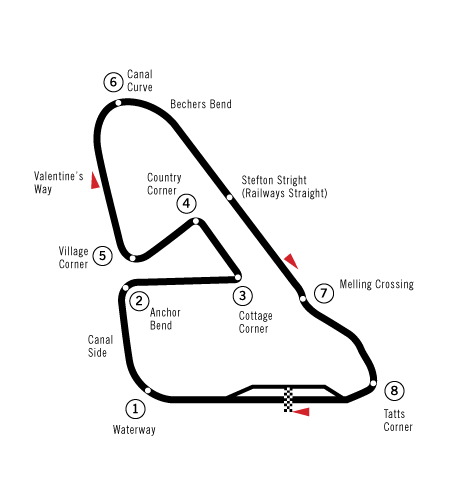
Aintree Circuit
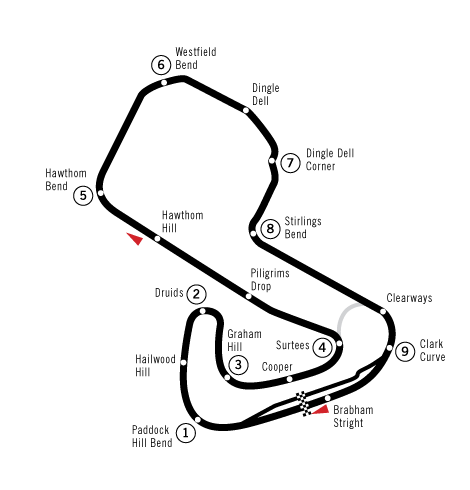
Brands Hatch
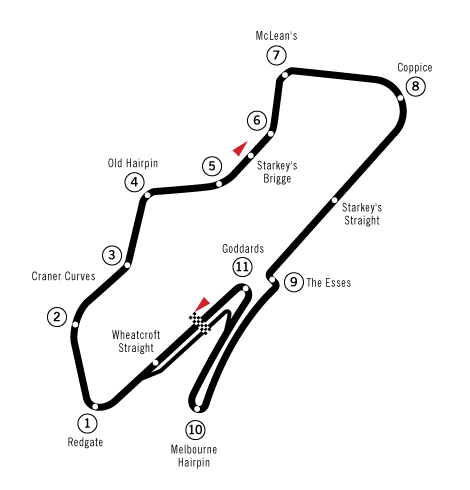
Donington Park Circuit

## Ergebnisse
| Auflage | Jahr          | Strecke                              | Sieger                                     | Zweiter                                      | Dritter                                     | Pole-Position                         | Schnellste Runde |
| ------- | ------------- | ------------------------------------ | ------------------------------------------ | -------------------------------------------- | ------------------------------------------- | ------------------------------------- | --- |
| 0(0)    | 1926          | Brooklands                           | Robert Sénéchal / Louis Wagner (Delage)    | Malcolm Campbell (Bugatti)                   | Robert Benoist / André Dubonnet (Delage)    | unbekannt                             | Henry Segrave (Talbot) |
| 0(0)    | 1927          | Brooklands                           | Robert Benoist (Delage)                    | Edmond Bourlier (Delage)                     | Albert Divo (Delage)                        | unbekannt                             | unbekannt |
|         | 1928 bis 1947 | kein Großer Preis von Großbritannien | kein Großer Preis von Großbritannien       | kein Großer Preis von Großbritannien         | kein Großer Preis von Großbritannien        | kein Großer Preis von Großbritannien  | kein Großer Preis von Großbritannien |
|         |               |                                      |                                            |                                              |                                             |                                       | |
| 01      | 1948          | Silverstone                          | Luigi Villoresi (Maserati)                 | Alberto Ascari (Maserati)                    | Bob Gerard (ERA)                            | Louis Chiron (Talbot-Lago)            | Luigi Villoresi (Maserati) |
| 02      | 1949          | Silverstone                          | Emmanuel de Graffenried (Maserati)         | Bob Gerard (ERA)                             | Louis Rosier (Talbot-Lago-Talbot)           | Luigi Villoresi (Maserati)            | B. Bira (Alfa Romeo) |
| 03      | 1950          | Silverstone                          | Giuseppe Farina (Alfa Romeo)               | Luigi Fagioli (Alfa Romeo)                   | Reg Parnell (Alfa Romeo)                    | Giuseppe Farina (Alfa Romeo)          | Giuseppe Farina (Alfa Romeo) |
| 04      | 1951          | Silverstone                          | José Froilán González (Ferrari)            | Juan Manuel Fangio (Alfa Romeo)              | Luigi Villoresi (Ferrari)                   | José Froilán González (Ferrari)       | Giuseppe Farina (Alfa Romeo) |
| 05      | 1952          | Silverstone                          | Alberto Ascari (Ferrari)                   | Piero Taruffi (Ferrari)                      | Mike Hawthorn (Cooper-Bristol)              | Giuseppe Farina (Ferrari)             | Alberto Ascari (Ferrari) |
| 06      | 1953          | Silverstone                          | Alberto Ascari (Ferrari)                   | Juan Manuel Fangio (Maserati)                | Giuseppe Farina (Ferrari)                   | Alberto Ascari (Ferrari)              | Alberto Ascari (Ferrari) José Froilán González (Maserati) |
| 07      | 1954          | Silverstone                          | José Froilán González (Ferrari)            | Mike Hawthorn (Ferrari)                      | Onofre Marimón (Maserati)                   | Juan Manuel Fangio (Mercedes-Benz)    | Alberto Ascari (Maserati) Jean Behra (Gordini) Juan Manuel Fangio (Mercedes-Benz) Mike Hawthorn (Ferrari) Onofre Marimón (Maserati) Stirling Moss (Maserati) |
|         |               |                                      |                                            |                                              |                                             |                                       | |
| 08      | 1955          | Aintree                              | Stirling Moss (Mercedes-Benz)              | Juan Manuel Fangio (Mercedes-Benz)           | Karl Kling (Mercedes-Benz)                  | Stirling Moss (Mercedes-Benz)         | Stirling Moss (Mercedes-Benz) |
|         |               |                                      |                                            |                                              |                                             |                                       | |
| 09      | 1956          | Silverstone                          | Juan Manuel Fangio (Ferrari)               | Peter Collins / Alfonso de Portago (Ferrari) | Jean Behra (Maserati)                       | Stirling Moss (Maserati)              | Stirling Moss (Maserati) |
|         |               |                                      |                                            |                                              |                                             |                                       | |
| 10      | 1957          | Aintree                              | Tony Brooks / Stirling Moss (Vanwall)      | Luigi Musso (Ferrari)                        | Mike Hawthorn (Ferrari)                     | Stirling Moss (Vanwall)               | Stirling Moss (Vanwall) |
|         |               |                                      |                                            |                                              |                                             |                                       | |
| 11      | 1958          | Silverstone                          | Peter Collins (Ferrari)                    | Mike Hawthorn (Ferrari)                      | Roy Salvadori (Cooper-Climax)               | Stirling Moss (Vanwall)               | Mike Hawthorn (Ferrari) |
|         |               |                                      |                                            |                                              |                                             |                                       | |
| 12      | 1959          | Aintree                              | Jack Brabham (Cooper-Climax)               | Stirling Moss (B.R.M.)                       | Bruce McLaren (Cooper-Climax)               | Jack Brabham (Cooper-Climax)          | Bruce McLaren (Cooper-Climax) Stirling Moss (B.R.M.) |
|         |               |                                      |                                            |                                              |                                             |                                       | |
| 13      | 1960          | Silverstone                          | Jack Brabham (Cooper-Climax)               | John Surtees (Lotus-Climax)                  | Innes Ireland (Lotus-Climax)                | Jack Brabham (Cooper-Climax)          | Graham Hill (B.R.M.) |
|         |               |                                      |                                            |                                              |                                             |                                       | |
| 14      | 1961          | Aintree                              | Wolfgang von Trips (Ferrari)               | Phil Hill (Ferrari)                          | Richie Ginther (Ferrari)                    | Phil Hill (Ferrari)                   | Tony Brooks (B.R.M.-Climax) |
| 15      | 1962          | Aintree                              | Jim Clark (Lotus-Climax)                   | John Surtees (Lola-Climax)                   | Bruce McLaren (Cooper-Climax)               | Jim Clark (Lotus-Climax)              | Jim Clark (Lotus-Climax) |
|         |               |                                      |                                            |                                              |                                             |                                       | |
| 16      | 1963          | Silverstone                          | Jim Clark (Lotus-Climax)                   | John Surtees (Ferrari)                       | Graham Hill (B.R.M.)                        | Jim Clark (Lotus-Climax)              | John Surtees (Ferrari) |
|         |               |                                      |                                            |                                              |                                             |                                       | |
| 17      | 1964          | Brands Hatch                         | Jim Clark (Lotus-Climax)                   | Graham Hill (B.R.M.)                         | John Surtees (Ferrari)                      | Jim Clark (Lotus-Climax)              | Jim Clark (Lotus-Climax) |
|         |               |                                      |                                            |                                              |                                             |                                       | |
| 18      | 1965          | Silverstone                          | Jim Clark (Lotus-Climax)                   | Graham Hill (B.R.M.)                         | John Surtees (Ferrari)                      | Jim Clark (Lotus-Climax)              | Graham Hill (B.R.M.) |
|         |               |                                      |                                            |                                              |                                             |                                       | |
| 19      | 1966          | Brands Hatch                         | Jack Brabham (Brabham-Repco)               | Denis Hulme (Brabham-Repco)                  | Graham Hill (B.R.M.)                        | Jack Brabham (Brabham-Repco)          | Jack Brabham (Brabham-Repco) |
|         |               |                                      |                                            |                                              |                                             |                                       | |
| 20      | 1967          | Silverstone                          | Jim Clark (Lotus-Ford Cosworth)            | Denis Hulme (Brabham-Repco)                  | Chris Amon (Ferrari)                        | Jim Clark (Lotus-Ford Cosworth)       | Denis Hulme (Brabham-Repco) |
|         |               |                                      |                                            |                                              |                                             |                                       | |
| 21      | 1968          | Brands Hatch                         | Jo Siffert (Lotus-Ford Cosworth)           | Chris Amon (Ferrari)                         | Jacky Ickx (Ferrari)                        | Graham Hill (Lotus-Ford Cosworth)     | Jo Siffert (Lotus-Ford Cosworth) |
|         |               |                                      |                                            |                                              |                                             |                                       | |
| 22      | 1969          | Silverstone                          | Jackie Stewart (Matra-Ford Cosworth)       | Jacky Ickx (Brabham-Ford Cosworth)           | Bruce McLaren (McLaren-Ford Cosworth)       | Jochen Rindt (Lotus-Ford Cosworth)    | Jackie Stewart (Matra-Ford Cosworth) |
|         |               |                                      |                                            |                                              |                                             |                                       | |
| 23      | 1970          | Brands Hatch                         | Jochen Rindt (Lotus-Ford Cosworth)         | Jack Brabham (Brabham-Ford Cosworth)         | Denis Hulme (McLaren-Ford Cosworth)         | Jochen Rindt (Lotus-Ford Cosworth)    | Jack Brabham (Brabham-Ford Cosworth) |
|         |               |                                      |                                            |                                              |                                             |                                       | |
| 24      | 1971          | Silverstone                          | Jackie Stewart (Tyrrell-Ford Cosworth)     | Ronnie Peterson (March-Ford Cosworth)        | Emerson Fittipaldi (Lotus-Ford Cosworth)    | Clay Regazzoni (Ferrari)              | Jackie Stewart (Tyrrell-Ford Cosworth) |
|         |               |                                      |                                            |                                              |                                             |                                       | |
| 25      | 1972          | Brands Hatch                         | Emerson Fittipaldi (Lotus-Ford Cosworth)   | Jackie Stewart (Tyrrell-Ford Cosworth)       | Peter Revson (McLaren-Ford Cosworth)        | Jacky Ickx (Ferrari)                  | Jackie Stewart (Tyrrell-Ford Cosworth) |
|         |               |                                      |                                            |                                              |                                             |                                       | |
| 26      | 1973          | Silverstone                          | Peter Revson (McLaren-Ford Cosworth)       | Ronnie Peterson (Lotus-Ford Cosworth)        | Denis Hulme (McLaren-Ford Cosworth)         | Ronnie Peterson (Lotus-Ford Cosworth) | James Hunt (March-Ford Cosworth) |
|         |               |                                      |                                            |                                              |                                             |                                       | |
| 27      | 1974          | Brands Hatch                         | Jody Scheckter (Tyrrell-Ford Cosworth)     | Emerson Fittipaldi (McLaren-Ford Cosworth)   | Jacky Ickx (Lotus-Ford Cosworth)            | Niki Lauda (Ferrari)                  | Niki Lauda (Ferrari) |
|         |               |                                      |                                            |                                              |                                             |                                       | |
| 28      | 1975          | Silverstone                          | Emerson Fittipaldi (McLaren-Ford Cosworth) | Carlos Pace (Brabham-Ford Cosworth)          | Jody Scheckter (Tyrrell-Ford Cosworth)      | Tom Pryce (Shadow-Ford Cosworth)      | Clay Regazzoni (Ferrari) |
|         |               |                                      |                                            |                                              |                                             |                                       | |
| 29      | 1976          | Brands Hatch                         | Niki Lauda (Ferrari)                       | Jody Scheckter (Tyrrell-Ford Cosworth)       | John Watson (Penske-Ford Cosworth)          | Niki Lauda (Ferrari)                  | Niki Lauda (Ferrari) |
|         |               |                                      |                                            |                                              |                                             |                                       | |
| 30      | 1977          | Silverstone                          | James Hunt (McLaren-Ford Cosworth)         | Niki Lauda (Ferrari)                         | Gunnar Nilsson (Lotus-Ford Cosworth)        | James Hunt (McLaren-Ford Cosworth)    | James Hunt (McLaren-Ford Cosworth) |
|         |               |                                      |                                            |                                              |                                             |                                       | |
| 31      | 1978          | Brands Hatch                         | Carlos Reutemann (Ferrari)                 | Niki Lauda (Brabham-Alfa Romeo)              | John Watson (Brabham-Alfa Romeo)            | Ronnie Peterson (Lotus-Ford Cosworth) | Niki Lauda (Brabham-Alfa Romeo) |
|         |               |                                      |                                            |                                              |                                             |                                       | |
| 32      | 1979          | Silverstone                          | Clay Regazzoni (Williams-Ford Cosworth)    | René Arnoux (Renault)                        | Jean-Pierre Jarier (Tyrrell-Ford Cosworth)  | Alan Jones (Williams-Ford Cosworth)   | Clay Regazzoni (Williams-Ford Cosworth) |
|         |               |                                      |                                            |                                              |                                             |                                       | |
| 33      | 1980          | Brands Hatch                         | Alan Jones (Williams-Ford Cosworth)        | Nelson Piquet (Brabham-Ford Cosworth)        | Carlos Reutemann (Williams-Ford Cosworth)   | Didier Pironi (Ligier-Ford Cosworth)  | Didier Pironi (Ligier-Ford Cosworth) |
|         |               |                                      |                                            |                                              |                                             |                                       | |
| 34      | 1981          | Silverstone                          | John Watson (McLaren-Ford Cosworth)        | Carlos Reutemann (Williams-Ford Cosworth)    | Jacques Laffite (Ligier-Matra)              | René Arnoux (Renault)                 | René Arnoux (Renault) |
|         |               |                                      |                                            |                                              |                                             |                                       | |
| 35      | 1982          | Brands Hatch                         | Niki Lauda (McLaren-Ford Cosworth)         | Didier Pironi (Ferrari)                      | Patrick Tambay (Ferrari)                    | Keke Rosberg (Williams-Ford Cosworth) | Brian Henton (Tyrrell-Ford Cosworth) |
|         |               |                                      |                                            |                                              |                                             |                                       | |
| 36      | 1983          | Silverstone                          | Alain Prost (Renault)                      | Nelson Piquet (Brabham-BMW)                  | Patrick Tambay (Ferrari)                    | René Arnoux (Ferrari)                 | Alain Prost (Renault) |
|         |               |                                      |                                            |                                              |                                             |                                       | |
| 37      | 1984          | Brands Hatch                         | Niki Lauda (McLaren-TAG)                   | Derek Warwick (Renault)                      | Ayrton Senna (Toleman-Hart)                 | Nelson Piquet (Brabham-BMW)           | Niki Lauda (McLaren-TAG) |
|         |               |                                      |                                            |                                              |                                             |                                       | |
| 38      | 1985          | Silverstone                          | Alain Prost (McLaren-TAG)                  | Michele Alboreto (Ferrari)                   | Jacques Laffite (Ligier-Renault)            | Keke Rosberg (Williams-Honda)         | Alain Prost (McLaren-TAG) |
|         |               |                                      |                                            |                                              |                                             |                                       | |
| 39      | 1986          | Brands Hatch                         | Nigel Mansell (Williams-Honda)             | Nelson Piquet (Williams-Honda)               | Alain Prost (McLaren-TAG)                   | Nelson Piquet (Williams-Honda)        | Nigel Mansell (Williams-Honda) |
|         |               |                                      |                                            |                                              |                                             |                                       | |
| 40      | 1987          | Silverstone                          | Nigel Mansell (Williams-Honda)             | Nelson Piquet (Williams-Honda)               | Ayrton Senna (Lotus-Honda)                  | Nelson Piquet (Williams-Honda)        | Nigel Mansell (Williams-Honda) |
| 41      | 1988          | Silverstone                          | Ayrton Senna (McLaren-Honda)               | Nigel Mansell (Williams-Judd)                | Alessandro Nannini (Benetton-Ford Cosworth) | Gerhard Berger (Ferrari)              | Nigel Mansell (Williams-Judd) |
| 42      | 1989          | Silverstone                          | Alain Prost (McLaren-Honda)                | Nigel Mansell (Ferrari)                      | Alessandro Nannini (Benetton-Ford Cosworth) | Ayrton Senna (McLaren-Honda)          | Nigel Mansell (Ferrari) |
| 43      | 1990          | Silverstone                          | Alain Prost (Ferrari)                      | Thierry Boutsen (Williams-Renault)           | Ayrton Senna (McLaren-Honda)                | Nigel Mansell (Ferrari)               | Nigel Mansell (Ferrari) |
| 44      | 1991          | Silverstone                          | Nigel Mansell (Williams-Renault)           | Gerhard Berger (McLaren-Honda)               | Alain Prost (Ferrari)                       | Nigel Mansell (Williams-Renault)      | Nigel Mansell (Williams-Renault) |
| 45      | 1992          | Silverstone                          | Nigel Mansell (Williams-Renault)           | Riccardo Patrese (Williams-Renault)          | Martin Brundle (Benetton-Ford)              | Nigel Mansell (Williams-Renault)      | Nigel Mansell (Williams-Renault) |
| 46      | 1993          | Silverstone                          | Alain Prost (Williams-Renault)             | Michael Schumacher (Benetton-Ford)           | Riccardo Patrese (Benetton-Ford)            | Alain Prost (Williams-Renault)        | Damon Hill (Williams-Renault) |
| 47      | 1994          | Silverstone                          | Damon Hill (Williams-Renault)              | Jean Alesi (Ferrari)                         | Mika Häkkinen (McLaren-Peugeot)             | Damon Hill (Williams-Renault)         | Damon Hill (Williams-Renault) |
| 48      | 1995          | Silverstone                          | Johnny Herbert (Benetton-Renault)          | Jean Alesi (Ferrari)                         | David Coulthard (Williams-Renault)          | Damon Hill (Williams-Renault)         | Damon Hill (Williams-Renault) |
| 49      | 1996          | Silverstone                          | Jacques Villeneuve (Williams-Renault)      | Gerhard Berger (Benetton-Renault)            | Mika Häkkinen (McLaren-Mercedes)            | Damon Hill (Williams-Renault)         | Jacques Villeneuve (Williams-Renault) |
| 50      | 1997          | Silverstone                          | Jacques Villeneuve (Williams-Renault)      | Jean Alesi (Benetton-Renault)                | Alexander Wurz (Benetton-Renault)           | Jacques Villeneuve (Williams-Renault) | Michael Schumacher (Ferrari) |
| 51      | 1998          | Silverstone                          | Michael Schumacher (Ferrari)               | Mika Häkkinen (McLaren-Mercedes)             | Eddie Irvine (Ferrari)                      | Mika Häkkinen (McLaren-Mercedes)      | Michael Schumacher (Ferrari) |
| 52      | 1999          | Silverstone                          | David Coulthard (McLaren-Mercedes)         | Eddie Irvine (Ferrari)                       | Ralf Schumacher (Williams-Supertec)         | Mika Häkkinen (McLaren-Mercedes)      | Mika Häkkinen (McLaren-Mercedes) |
| 53      | 2000          | Silverstone                          | David Coulthard (McLaren-Mercedes)         | Mika Häkkinen (McLaren-Mercedes)             | Michael Schumacher (Ferrari)                | Rubens Barrichello (Ferrari)          | Mika Häkkinen (McLaren-Mercedes) |
| 54      | 2001          | Silverstone                          | Mika Häkkinen (McLaren-Mercedes)           | Michael Schumacher (Ferrari)                 | Rubens Barrichello (Ferrari)                | Michael Schumacher (Ferrari)          | Mika Häkkinen (McLaren-Mercedes) |
| 55      | 2002          | Silverstone                          | Michael Schumacher (Ferrari)               | Rubens Barrichello (Ferrari)                 | Juan Pablo Montoya (Williams-BMW)           | Juan Pablo Montoya (Williams-BMW)     | Rubens Barrichello (Ferrari) |
| 56      | 2003          | Silverstone                          | Rubens Barrichello (Ferrari)               | Juan Pablo Montoya (Williams-BMW)            | Kimi Räikkönen (McLaren-Mercedes)           | Rubens Barrichello (Ferrari)          | Rubens Barrichello (Ferrari) |
| 57      | 2004          | Silverstone                          | Michael Schumacher (Ferrari)               | Kimi Räikkönen (McLaren-Mercedes)            | Rubens Barrichello (Ferrari)                | Kimi Räikkönen (McLaren-Mercedes)     | Michael Schumacher (Ferrari) |
| 58      | 2005          | Silverstone                          | Juan Pablo Montoya (McLaren-Mercedes)      | Fernando Alonso (Renault)                    | Kimi Räikkönen (McLaren-Mercedes)           | Fernando Alonso (Renault)             | Kimi Räikkönen (McLaren-Mercedes) |
| 59      | 2006          | Silverstone                          | Fernando Alonso (Renault)                  | Michael Schumacher (Ferrari)                 | Kimi Räikkönen (McLaren-Mercedes)           | Fernando Alonso (Renault)             | Fernando Alonso (Renault) |
| 60      | 2007          | Silverstone                          | Kimi Räikkönen (Ferrari)                   | Fernando Alonso (McLaren-Mercedes)           | Lewis Hamilton (McLaren-Mercedes)           | Lewis Hamilton (McLaren-Mercedes)     | Kimi Räikkönen (Ferrari) |
| 61      | 2008          | Silverstone                          | Lewis Hamilton (McLaren-Mercedes)          | Nick Heidfeld (BMW Sauber)                   | Rubens Barrichello (Honda)                  | Heikki Kovalainen (McLaren-Mercedes)  | Kimi Räikkönen (Ferrari) |
| 62      | 2009          | Silverstone                          | Sebastian Vettel (Red Bull-Renault)        | Mark Webber (Red Bull-Renault)               | Rubens Barrichello (Brawn-Mercedes)         | Sebastian Vettel (Red Bull-Renault)   | Sebastian Vettel (Red Bull-Renault) |
| 63      | 2010          | Silverstone                          | Mark Webber (Red Bull-Renault)             | Lewis Hamilton (McLaren-Mercedes)            | Nico Rosberg (Mercedes)                     | Sebastian Vettel (Red Bull-Renault)   | Fernando Alonso (Ferrari) |
| 64      | 2011          | Silverstone                          | Fernando Alonso (Ferrari)                  | Sebastian Vettel (Red Bull-Renault)          | Mark Webber (Red Bull-Renault)              | Mark Webber (Red Bull-Renault)        | Fernando Alonso (Ferrari) |
| 65      | 2012          | Silverstone                          | Mark Webber (Red Bull-Renault)             | Fernando Alonso (Ferrari)                    | Sebastian Vettel (Red Bull-Renault)         | Fernando Alonso (Ferrari)             | Kimi Räikkönen (Lotus-Renault) |
| 66      | 2013          | Silverstone                          | Nico Rosberg (Mercedes)                    | Mark Webber (Red Bull-Renault)               | Fernando Alonso (Ferrari)                   | Lewis Hamilton (Mercedes)             | Mark Webber (Red Bull-Renault) |
| 67      | 2014          | Silverstone                          | Lewis Hamilton (Mercedes)                  | Valtteri Bottas (Williams-Mercedes)          | Daniel Ricciardo (Red Bull-Renault)         | Nico Rosberg (Mercedes)               | Lewis Hamilton (Mercedes) |
| 68      | 2015          | Silverstone                          | Lewis Hamilton (Mercedes)                  | Nico Rosberg (Mercedes)                      | Sebastian Vettel (Ferrari)                  | Lewis Hamilton (Mercedes)             | Lewis Hamilton (Mercedes) |
| 69      | 2016          | Silverstone                          | Lewis Hamilton (Mercedes)                  | Max Verstappen (Red Bull-TAG Heuer)          | Nico Rosberg (Mercedes)                     | Lewis Hamilton (Mercedes)             | Nico Rosberg (Mercedes) |
| 70      | 2017          | Silverstone                          | Lewis Hamilton (Mercedes)                  | Valtteri Bottas (Mercedes)                   | Kimi Räikkönen (Ferrari)                    | Lewis Hamilton (Mercedes)             | Lewis Hamilton (Mercedes) |
| 71      | 2018          | Silverstone                          | Sebastian Vettel (Ferrari)                 | Lewis Hamilton (Mercedes)                    | Kimi Räikkönen (Ferrari)                    | Lewis Hamilton (Mercedes)             | Sebastian Vettel (Ferrari) |
| 72      | 2019          | Silverstone                          | Lewis Hamilton (Mercedes)                  | Valtteri Bottas (Mercedes)                   | Charles Leclerc (Ferrari)                   | Valtteri Bottas (Mercedes)            | Lewis Hamilton (Mercedes) |
| 73      | 2020          | Silverstone                          | Lewis Hamilton (Mercedes)                  | Max Verstappen (Red Bull-Honda)              | Charles Leclerc (Ferrari)                   | Lewis Hamilton (Mercedes)             | Max Verstappen (Red Bull-Honda) |
| 74      | 2021          | Silverstone                          | Lewis Hamilton (Mercedes)                  | Charles Leclerc (Ferrari)                    | Valtteri Bottas (Mercedes)                  | Max Verstappen (Red Bull-Honda)       | Sergio Pérez (Red Bull-Honda) |
| 75      | 2022          | Silverstone                          | Carlos Sainz jr. (Ferrari)                 | Sergio Pérez (Red Bull Racing-RBPT)          | Lewis Hamilton (Mercedes)                   | Carlos Sainz jr. (Ferrari)            | Lewis Hamilton (Mercedes) |
| 76      | 2023          | Silverstone                          | Max Verstappen (Red Bull-RBPT)             | Lando Norris (McLaren Racing)                | Lewis Hamilton (Mercedes)                   | Max Verstappen (Red Bull-RBPT)        | Max Verstappen (Red Bull-RBPT) |
| 77      | 2024          | Silverstone                          | Lewis Hamilton (Mercedes)                  | Max Verstappen (Red Bull-RBPT)               | Lando Norris (McLaren Racing)               | George Russell (Mercedes)             | Carlos Sainz jr. (Ferrari) |
| 88      | 2025          | Silverstone                          | Lando Norris (McLaren Racing)              | Oscar Piastri (McLaren Racing)               | Nico Hülkenberg (Kick Sauber)               | Max Verstappen (Red Bull Racing)      | Oscar Piastri (McLaren Racing) |

| Legende   | Legende                                                                                              | Legende                                                     |
| Abkürzung | Klasse                                                                                               | Kommentar                                                   |
| --------- | --- | ----------------------------------------------------------- |
| F1        | Formel 1                                                                                             | Formel-1-Weltmeisterschaft ab 1950                          |
| F2        | Formel 2                                                                                             |                                                             |
| FL        | Formula libre                                                                                        | Fahrzeugklasse in der Regel vom Veranstalter ausgeschrieben |
| SW        | Sportwagen                                                                                           |                                                             |
| TW        | Tourenwagen                                                                                          |                                                             |
| GP        | Grand-Prix-Fahrzeuge                                                                                 |                                                             |
|           | ↓ Durchgehende graue Linien zeigen an, wann in der Geschichte auf einem neuen Kurs gefahren wurde. ↓ |                                                             |
|           | |                                                             |
|           | Einträge mit hellrotem Hintergrund waren keine Läufe zur Automobil- bzw. Formel-1-Weltmeisterschaft. |                                                             |
|           | Einträge mit gelbem Hintergrund waren Läufe zur Europameisterschaft.                                 |                                                             |